# Richard Seuss
Richard Seuss (1897-1963) est un officier de la Kriegsmarine pendant la Seconde Guerre mondiale. À partir d'août 1942, il est le commandant de la Marine Artillerie Abteilung 608, l'unité de batteries d'artillerie de Marine protégeant Saint-Malo, dans le nord-est de la Bretagne. Après la libération de la ville par les troupes américaines, il résiste avec sa garnison pendant plusieurs semaines en août et septembre 1944 sur la petite île de Cézembre, au large de la cité malouine, malgré un bombardement intense de par les Alliés avant de finalement devoir se rendre. Il a reçu la Croix de Chevalier de la Croix de Fer avec feuilles de chêne et a été nommé deux fois dans le Wehrmachtbericht, le bulletin d'information quotidien radiophonique de la Wehrmacht, le 1er et le 3 septembre 1944 pour cette résistance.

## Biographie

### Formation et premiers services
Richard Seuss est né à Leipzig le 28 août 1897. Il est enrôlé dans la Deutsches Heer en 1917, au cours de la Première Guerre mondiale, et sert dans l'artillerie. Il sert dans le 4e Régiment d'artillerie jusqu'en 1919, revient à la vie civile, puis est rappelé au service actif en 1928, et promu au grade de sergent en 1935. Après avoir suivi une formation pour officiers, il est transféré dans l'artillerie côtière.

### Seconde Guerre mondiale

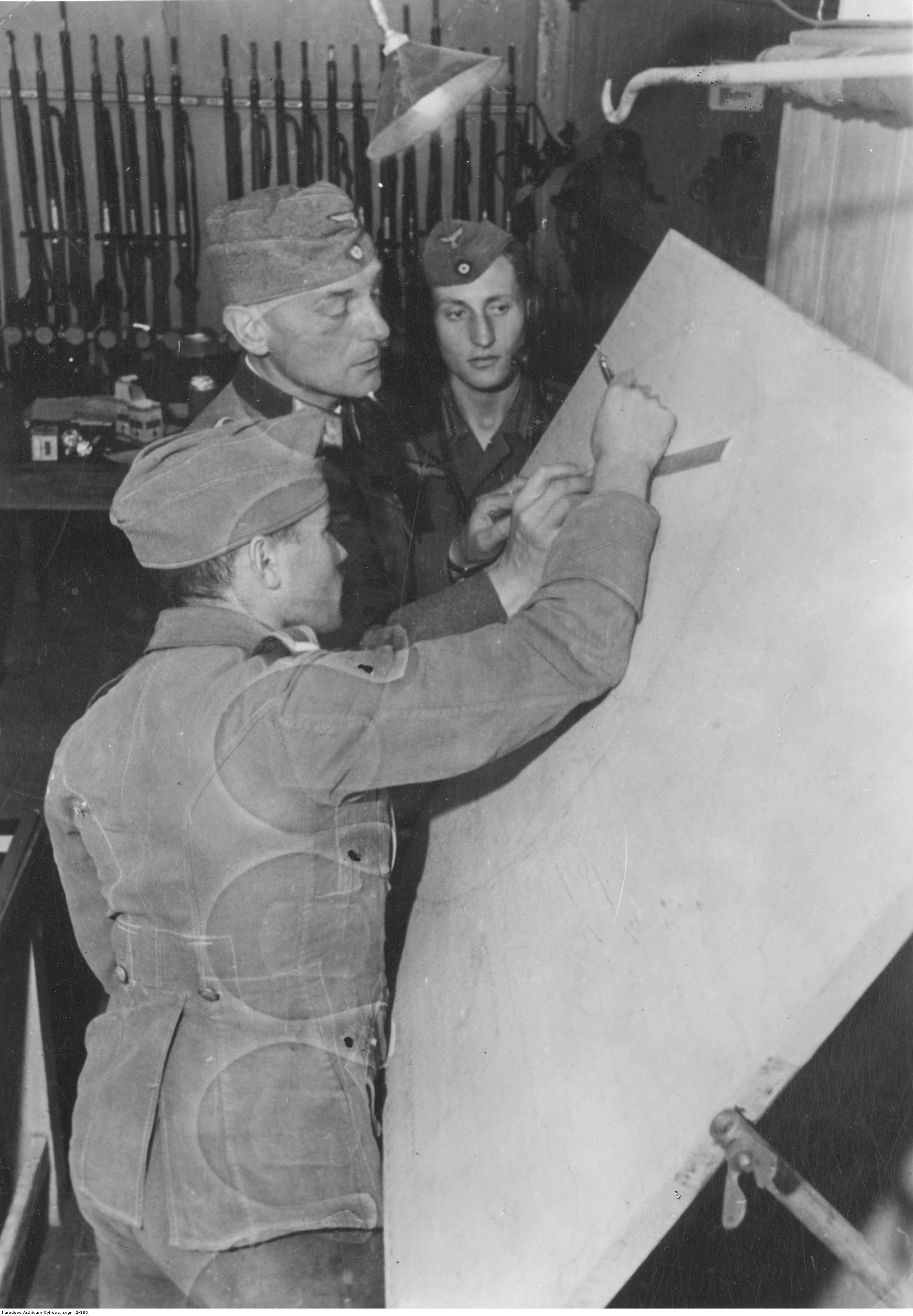
Le lieutenant Richard Seuss (au centre) avec deux soldats examine la situation du front près de l'île de Cézembre sur une carte. Photographie des archives polonaises datée de septembre 1944.

En janvier 1941, il est affecté dans la Marine Artillerie Abteilung 117 de Libau, en Lituanie. En août de la même année, il est transféré à la Marine Artillerie Abteilung 119, située dans la péninsule de Hel en Pologne. Il est promu capitaine en novembre de la même année. Le 23 août 1942 , il est nommé commandant de la Marine Artillerie Abteilung 608, située sur l'île de Cézembre, dans le centre de la baie de Saint-Malo. Cette batterie côtière a fait partie du mur de l'Atlantique. Lorsque les Alliés envahissent la Normandie le 6 juin 1944, la Marine Artillerie Abteilung 608 est parfaitement opérationnelle et dépend du Festungskommandant de la zone, l'Oberstleutnant Andreas von Aulock.

### Bombardement de Cézembre
Richard Seuss dirige alors 650 hommes, dont 200 artilleurs de la marine italienne appartenant à la Première division Atlantique de fusiliers marins de la Marine Nationale Républicaine italienne et, d'après certaines sources, 100 Russes blancs volontaires. Le 3 août 1944, le 8e corps d'armée des États-Unis, sous le commandement du major-général Troy H. Middleton atteint Saint-Malo. Le 5 août, les Américains encerclent complètement la ville, qui capitule le 18 août. Il ne reste que l'île de Cézembre aux mains des Allemands. L'île est alors soumise à des attaques aériennes et des bombardements intenses à partir du 13. Le 15, Seuss reçoit la Croix de Chevalier de la Croix de Fer, par décision de l'Oberkommando der Marine.
La garnison de Cézembre continue à résister, en dépit des demandes de reddition et des tirs d'artillerie situés sur la côte malouine (notamment en provenance de Dinan). Après la reddition de Saint-Malo le 19 août, Cézembre passe sous le commandement direct de l'amiral Friedrich Hüffmeier, le chef des forces navales allemandes dans les îles Anglo-Normandes occupées. Ce dernier interdit à Seuss de se rendre et lui intime de se battre jusqu'au bout. Le général Patton ordonne un renforcement des bombardements navals et aériens contre l'île. Après un premier raid exécuté le 30 août par 75 bombardiers de l'USAAF, Douglas A-20 Havoc et Martin B-26 Marauder, le lendemain a lieu une attaque massive de 99 bombardiers américains qui lancent des bombes conventionnelles ainsi que des bombes au napalm, suivie par 165 bombardiers Halifax et 5 Mosquito de la Royal Air Force. À la fin de l'attaque aérienne, le cuirassé anglais HMS Malaya tire plus de 381 obus sur l'île. Après ces bombardements, l'île est criblée d'impacts d'obus et la réserve d'eau potable a été détruite. L'amiral Hüffmeier lance une tentative d'approvisionnement de la garnison depuis Jersey, qui échoue à cause du mauvais temps. Il donne alors l'autorisation à Seuss de capituler. Le 2 septembre, Richard Seuss est fait prisonnier par les éléments de la 83e Division d'Infanterie américaine qui débarquent sur l'île. Seuss a reçu les feuilles de chêne sur la Croix de Chevalier le 2 septembre.

### Après-guerre
Après son retour de la captivité, Richard Seuss a ensuite été promu au grade de Korvettenkapitän der Reserve de la Bundesmarine. Il meurt à Münster, le 26 septembre 1963.